# Yousaf Raza Gillani
Yousaf Raza Gillani (Urdu: مخدوم سیّد یوسف رضا گیلانی) (9 de junio de 1952) fue el vigésimo sexto y primer ministro de Pakistán (25 de marzo de 2008 - 22 de junio de 2012). Fue presidente de la Asamblea Nacional de Pakistán en el período 1993-1997 y Ministro Federal en el período 1985-1986.
Fue nominado por Partido del Pueblo Pakistaní (PPP), con el apoyo de los otros partidos de la coalición, Liga Musulmana de Pakistán, Partido Nacional Awami, Jamiat Ulema-e-Islam y del Movimiento Muttahida Qaumi el 22 de marzo de 2008. Gillani tomó el juramento del cargo de Presidente a Pervez Musharraf el 25 de marzo de 2008. Por primera vez el primer ministro de Pakistán habla el idioma Seraiki.
Gilani es el actual vicepresidente del Partido del Pueblo Pakistaní. Fue sucedido por Raja Pervaiz Ashraf en el cargo de primer ministro el 22 de junio de 2012.